# Расторогский сельсовет
Расторо́гский сельсове́т — административно-территориальная единица, существовавшая до 2010 года в составе Железногорского района Курской области.
Административным центром было село Расторог.

## География
Располагался на северо-западе района. Граничил с Дмитриевским районом Курской области на западе и с Дмитровским районом Орловской области на севере.

## История
Образован в первые годы советской власти. В 1928 году вошёл в состав Михайловского (ныне Железногорского) района. Упразднён в 2010 году путём присоединения к Разветьевскому сельсовету.

## Населённые пункты
На момент упразднения в 2010 году в состав сельсовета входило 9 населённых пунктов:
| № | Населённый пункт | Тип населённого пункта |
| - | ---------------- | ---------------------- |
| 1 | Клишино          | деревня                |
| 2 | Красный          | посёлок                |
| 3 | Круглый          | посёлок                |
| 4 | Лубошево         | село                   |
| 5 | Первомайский     | посёлок                |
| 6 | Пролетарский     | посёлок                |
| 7 | Расторог         | село, адм. центр       |
| 8 | Светловка        | посёлок                |
| 9 | Уютный           | посёлок                |

### Упразднённые
По состоянию на 1955 год на территории сельсовета также находились следующие населённые пункты, впоследствии упразднённые:
- Красная Поляна (посёлок)
- Муравейный (посёлок)